# Jules Van Nuffel

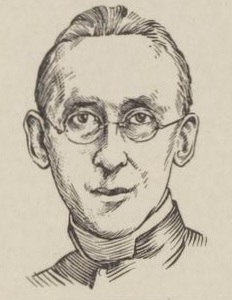
Jules Van Nuffel

Jules Van Nuffel (21 de março de 1883 - 25 de junho de 1953) foi um padre belga, musicólogo, compositor e um renomado especialista em música religiosa.

## Biografia
Nascido em 21 de março de 1883 em Hemiksem, Bélgica, Van Nuffel estudou no Grande Seminário de Mechelen para o sacerdócio, além de piano, violino, órgão, harmonia e contraponto. Ele foi ordenado sacerdote pelo Cardeal Mercier em 25 de maio de 1907.   Como cantor na Catedral de Mechelen, fundou o coro da catedral e o dirigiu até 1949. Nesse sentido, colaborou com a organista da catedral, a renomada Flor Peeters. Além disso, de 1918 até sua morte (em Wilrijk, Bélgica), em 25 de junho de 1953, Van Nuffel dirigiu o Instituto Lemmens em Leuven. 

## Compositor
Um compositor nacionalmente proeminente de obras litúrgicas (embora pouco conhecido fora de sua terra natal),  Van Nuffel estava entre seus compositores favoritos Bach, Wagner e Debussy. A numeração dos salmos, que compôs para a liturgia, segue o saltério latino.
Uma de suas maiores realizações foi a criação da Nova Organi Harmonia. Esta foi uma coleção de oito volumes de acompanhamentos gregorianos, composta pelo próprio Van Nuffel, juntamente com Peeters, Jules Vyverman, Marinus de Jong e outros professores do Instituto Lemmens. A Nova Organi Harmonia foi reimpressa em muitas edições após a Segunda Guerra Mundial.

### Obras
- Christus vincit, para coro de vozes masculinas a quatro vozes
- Ave Maria, para coro a quatro vozes
- Missa Paschalis ad 2 voces æquales, para soprano/alto ou tenor/barítono e órgão (nd )
- Super flumina Babylonis ( Salmo 136 ), op. 25 (1916), para coro de quatro a seis partes e órgão (ou orquestra)
- Missa in honorem S.S. Cordis Jesu, op. 28, para coro e órgão de quatro a seis vozes
- Statuit ei Dominus, op. 30 (1924), para coro de quatro a seis partes e órgão (ou orquestra)
- In convertendo Dominus ( Salmo 125 ), op. 32 (1926), para coro e órgão de quatro a sete vozes
- Ecce sacerdos magnus, op. 34 (1926), para coro e órgão de seis vozes
- Josephsmesse, para coro feminino de três partes
- Domine, ne in furore tuo arguas me ( Salmo 6 ), op. 44 (1935)
- Laetatus sum ( Salmo 121 ), op. 45 (1935), para coro a quatro vozes
- Voce mea ad Dominum clamavi ( Salmo 141 ), op. 47 (1935) para coro de oito vozes
- Dominus regnavit ( Salmo 92 ), op. 49 (1935) para coro e órgão de quatro a seis partes
- Ad te Dominum cum tribularer clamavi ( Salmo 119 ), op. 50 (1936)
- Ad te levavi oculos meus ( Salmo 122 ), op. 51 (1935)
- Te Deum, op. 62 (1944) para coro, conjunto de metais e órgão